# Гаров
Гарав (вірм. Հարավ), Гаров (азерб. Harov) — село у Аскеранському районі Нагірно-Карабаської Республіки. Село розташоване на схід від Степанакерта, неподалік від траси Степанакерт — Гадрут, поруч з селами Красні, Овсепаван, Даграз та села Мюрішен сусіднього Мартунинського району.

## Пам'ятки
В селі розташована церква Святого Месропа (1795 р.), монастир-фортеця «Бовурханаванк» 16-17 століття, хачкар 13 століття, кладовище 17-18 століття, джерела 1890 та 1898 р.